# Cyclophora nigrostriata
Cyclophora nigrostriata là một loài bướm đêm trong họ Geometridae.